# Blombay
Blombay és un municipi francès situat al departament de les Ardenes i a la regió del Gran Est. L'any 2007 tenia 124 habitants.

## Demografia

### Població
El 2007 la població de fet de Blombay era de 124 persones. Hi havia 49 famílies de les quals 8 eren unipersonals (8 dones vivint soles i 8 dones vivint soles), 29 parelles sense fills i 12 parelles amb fills.
La població ha evolucionat segons el següent gràfic:
Habitants censats

### Habitatges
El 2007 hi havia 73 habitatges, 53 eren l'habitatge principal de la família, 9 eren segones residències i 10 estaven desocupats. 67 eren cases i 5 eren apartaments. Dels 53 habitatges principals, 45 estaven ocupats pels seus propietaris, 7 estaven llogats i ocupats pels llogaters i 1 estava cedit a títol gratuït; 4 tenien dues cambres, 6 en tenien tres, 10 en tenien quatre i 32 en tenien cinc o més. 46 habitatges disposaven pel capbaix d'una plaça de pàrquing. A 29 habitatges hi havia un automòbil i a 20 n'hi havia dos o més.

### Piràmide de població
La piràmide de població per edats i sexe el 2009 era:
| Homes | Edats   | Dones |
| ----- | ------- | ----- |
| 0     | 95 o +  | 0     |
| 0     | 90 a 94 | 0     |
| 0     | 85 a 89 | 0     |
| 0     | 80 a 84 | 0     |
| 0     | 75 a 79 | 4     |
| 12    | 70 a 74 | 12    |
| 0     | 65 a 69 | 0     |
| 4     | 60 a 64 | 0     |
| 4     | 55 a 59 | 8     |
| 0     | 50 a 54 | 8     |
| 4     | 45 a 49 | 0     |
| 0     | 40 a 44 | 0     |
| 0     | 35 a 39 | 0     |
| 4     | 30 a 34 | 0     |
| 0     | 25 a 29 | 0     |
| 0     | 20 a 24 | 4     |
| 8     | 15 a 19 | 4     |
| 8     | 10 a 14 | 4     |
| 0     | 5 a 9   | 0     |
| 0     | 0 a 4   | 0     |

## Economia
El 2007 la població en edat de treballar era de 77 persones, 51 eren actives i 26 eren inactives. De les 51 persones actives 48 estaven ocupades (25 homes i 23 dones) i 3 estaven aturades (3 dones i 3 dones). De les 26 persones inactives 12 estaven jubilades, 4 estaven estudiant i 10 estaven classificades com a «altres inactius».

### Ingressos
El 2009 a Blombay hi havia 56 unitats fiscals que integraven 124 persones, la mediana anual d'ingressos fiscals per persona era de 18.716,5 €.

### Activitats econòmiques
Dels 2 establiments que hi havia el 2007, 1 era d'una empresa extractiva i 1 d'una empresa de construcció.
L'únic servei als particulars que hi havia el 2009 era un paleta.
L'any 2000 a Blombay hi havia 8 explotacions agrícoles que ocupaven un total de 560 hectàrees.

## Poblacions més properes
El següent diagrama mostra les poblacions més properes.